# أحمد جدي
أحمد جدي (حيدرة، 10 جوان 1951 - تونس، 20 جويلية 2012) مؤرخ جامعي تونسي مختص في التاريخ الحديث والمعاصر. له العديد من المؤلفات باللّغتين العربية والفرنسية نشرها بين تونس وبيروت من أبرزها «قبيلة الفراشيش في القرن التاسع عشر» و«أحمد بن أبي الضياف عمله وفكره: محاولة في التاريخ الثقافي» بالفرنسية، و«دراسات وبحوث في الفكر العربي الحديث والمعاصر». بالإضافة إلى ذلك نشر له «وثائق تنشر لأول مرة عن قبيلة ماجر في القرن التاسع عشر» و«قرى الوسط الغربي التونسي في القرن التاسع عشر»، و«تاريخ تونس الحديث والعاصر: مدخل ببلوغرافي» وأعمال أخرى تتراوح بين كتب منشورة ومقالات.

## حياته

### نشأته
ولد أحمد جدي في 10 جوان 1951. تلقى دراسته الابتدائية بالمدرسة الابتدائيّة بمدينة حيدرة بولاية القصرين ثم نجح في مناظرة الدخول إلى السنة الأولى من التعليم الثانوي في جوان 1965، ليلتحق بالمعهد الثانوي بالقصرين فيما بين 1965 و1968، فالمعهد الثانوي المنصورة بالقيروان حيث أحرز على شهادة الباكالوريا آداب في جوان 1972. درس بعد ذلك وإلى عام 1977 بكلية الآداب والعلوم الإنسانية بتونس، حيث أحرز على الأستاذية في التاريخ. وعلى دكتوراه الدولة في التاريخ من جامعة نيس بفرنسا.

### عمله
درّس أحمد جدي مادتي التاريخ والجغرافيا بالمعهد الثانوية فيما بين 1975 و1990، وفي هذه السنة انتدب للتدريس بالتعليم العالي حيث درّس بكل من كلية الآداب والعلوم الإنسانية بصفاقس إلى عام 1999 ثم بكلية الآداب والعلوم الإنسانية بسوسة إلى عام 2010، وفي هذه السنة انتقل للعمل بالمعهد العالي لتاريخ الحركة الوطنية بتونس. ارتقى في نوفمبر 1998 إلى رتبة أستاذ محاضر، وإلى رتبة أستاذ تعليم عالي منذ أكتوبر 2003.

### مسيرته الأدبية
ركز جدي في عدد لا بأس به من أبحاثه على منطقة الوسط التونسي، التي ينحدر منها، وأسهم في دراسة القبائل التونسية المغيبة مثل «الفراشيش» و«ماجر» وغيرهما من القبائل التي عمد الرئيس الراحل الحبيب بورقيبة إلى إهمالها في ظل استراتيجيته الساعية للقضاء على الحس القبلي من أجل ترسيخ الدولة الوطنية.
يخلص جدي في كتابه «محنة النهضة ولغز التاريخ في الفكر العربي الحديث والمعاصر» إلى ما وصفه مجد الدين خمش بالنتائج التشاؤمية التي تبرز هدر العرب والمسلمين للطاقات البشرية والمادية والثقافية، مما أدى إلى دخول المجتمع العربي مجددًا في «سرمدية المأزق التاريخي» الذي استمر منذ القرن السادس عشر الميلادي.

## آراؤه
يرى جدي أن «مأساة الحكام عندنا (في العالم العربي) تتجسد في جهلهم بالتاريخ، ولذلك فإن التاريخ يتنكر لهم لأنهم لم يحترموه في حكمهم». وكان جدي معارضا لنظام زين العابدين بن علي، وعندما تحصل ابنه الأصغر -الباحث في الفلسفة والجماليات- على الباكلوريا حُرم من منحة السفر لدراسة الفلسفة بالخارج نكاية بأبيه.

## مؤلّفاته
نشر أحمد جدي العديد من البحوث في مجلات مختلفة صادرة في تونس وخارجها وفي كتب جماعية، وبالإضافة إلى ذلك فقد نشرت له الكتب التالية:
- قبيلة الفراشيش في القرن التاسع عشر (1858-1881) زغوان، مؤسسة التميمي للبحث العلمي 1996، 200 ص.[7]
- أحمد بن أبي الضياف: عمله وفكره: محاولة في التاريخ الثقافي (بالفرنسية)، زغوان، مؤسسة التميمي للبحث العلمي 1996، 500 ص.[8]
- دراسات وبحوث في الفكر العربي الحديث والمعاصر، لبنان/بيروت، مركز دراسات الوحدة العربية، 2005.[9]
- وثائق تنشر لأول مرّة عن قبيلة ماجر في القرن التاسع عشر، زغوان، مؤسسة التميمي للبحث العلمي والمعلومات 1998، 130 ص.[10]
- قرى الوسط الغربي التونسي في القرن التاسع عشر، زغوان، مؤسسة التميمي للبحث العلمي والمعلومات، 2000، 136 ص.[11]
- تاريخ تونس الحديث والمعاصر.مدخل بيبليوغرافي، تونس مركز النشر الجامعي 2004.[12]
- الوثائق العائليّة والتاريخ والذاكرة، زغوان، مؤسسة التميمي للبحث العلمي والمعلومات، 2003.[13]
- محنة النهضة ولغز التاريخ في الفكر العربي الحديث والمعاصر، بيروت، مركز دراسات الوحدة العربية، 2005.[14]

### مجموعات قصصيّة
- «أوجاع الجبل الحالم»: (قصص). تونس. دار سحر للنّشر 1997.[15]
- «صراع»: (قصص). تونس. دار سحر للنّشر 1997.
- «ذاكرة الصّمت»: (قصص). تونس. دار سحر للنّشر 2000.[16]

من أقاصيصه الـمنشورة متفرّقة قبل جمعها:
- «لَشْهب». مجلّة «مرآة الوسط». جويلية 1974.
- «الدّنيا فانية». «مرآة الوسط». سيدي بوزيد. أكتوبر 1974.
- «كلّ واحد وقسمتو». «مرآة الوسط». نوفمبر 1974.
- «السّاكتة». «كتابات معاصرة». بيروت. العدد 22. سبتمبر 1994.
- مسكن". «مرآة الوسط». جانفي 1995.
- «ميت حيّ». «مرآة الوسط». جانفي 1995.
- «العانس». «مرآة الوسط». مارس 1995.
- «الهارب بالرّوح». «مرآة الوسط». ماي 1995.
- «الدّايخة». «مرآة الوسط». جويلية 1995.
- «الفرح المستحيل». «مرآة الوسط». جانفي 1996.
- «الكدرون». «مرآة الوسط». سبتمبر 1996.
- «العمّ سعيد». «مرآة الوسط». نوفمبر 1996.

### مقالات
- منزل تميم وأريافها سنة 1890-1891.[17]
- متى وكيف نكتب تاريخ التعذيب في تونس؟، 2013.[18]
- المؤرخ التونسي وثورة 17 ديسمبر 2010- 14 جانفي 2011.[19]
- موقف أحمد بن أبي الضياف من الإصلاح العسكري في تونس القرن 19، 1998.[20]
- السرد في كتابة التاريخ: أحمد بن أبي الضياف مثالا، 1998.[21]
- الإشكالية الاقتصادية في الفكر العربي الحديث: مثال أحمد بن أبي الضياف وخير الدين التونسي باشا، 2003.[22]
- جدلية الإسلام والغرب في العهد الحديث: مدخل إلى تاريخ الجنون في تونس، القرن 19، 1995.[23]
- الجواد في تاريخ تونس الحديث، 1994.[24]
- مجتمع العروش «الرقاق» في تونس القرن 19 : مثال القصارنية، 1858-1868، 1995.[25]
- البحث العلمي في التاريخ التونسي الحديث والمعاصر بجامعتي سوسة وصفاقس: رصد أولي، 2008.[26]
- تجارة لباس الصوف ومصنوعاته في أرياف الوطن القبلي سنة 1891 : مثال تاجر من نابل، 1995.[27]
- من أزمة البحث إلى بحث الأزمة: تونس نموذجا، 1999.[28]
- صورة الخليج العربي من خلال مجلة الحياة الثقافية التونسية، 2009.[29]
- المجتمع والسلطة في تونس القرن التاسع عشر: الفراشيش، 1861-1881، 1993.[30]
- إشكالية الماء في المجتمع الصفاقسي في القرن التاسع عشر، 2003.[31]
- مصادر جديدة عن تاريخ الوطن القبلي في العهدين الحديث والمعاصر: تقديم دفاتر عدول الإشهاد بمنزل تميم، 1874-1930، 1995.[32]
- أحمد بن أبي الضياف في البيبليوغرافيا المعاصرة، يوليو 1987.[33]
- التاريخ التونسي المعاصر والذاكرة الشعبية مدخل منهجي وآفاق بحث، مايو 1988.[34]
- في التاريخ التونسي الحديث: محاولة في تحليل رسائل أحمد بن أبي الضياف إلى خير الدين باشا، مايو 1986.[35]
- النبتة التي لا تموت والرحلة التي لا تنتهي، نوفمبر 1995.[36]
- كيف نقرأ الجبرتي؟، يناير 2001.[37]

## كتب عنه
- أحمد جدي، المؤرخ، الأديب أو سيرة ترحال، لعلي اللطيف، 2012.[38]